# Línea Aguja km 146,1-Alcázar de San Juan
La línea Aguja km 146,1-Alcázar de San Juan es un ramal ferroviario de 2 kilómetros de longitud que pertenece a la red ferroviaria española. Se trata de un trazado de ancho ibérico (1668 mm), electrificado a 3 KV y en vía única. En la actualidad el ente público Adif es el titular de las instalaciones. Su trazado transcurre en paralelo al de la línea Madrid-Valencia, permitiendo la conexión de esta con la estación de Alcázar de San Juan-Mercancías. Siguiendo la catalogación de Adif, es la «línea 302».